# Carnota, Spanien
Carnota är en kommun i Spanien. Den ligger i provinsen A Coruña i den autonoma regionen Galicien i nordvästra delen av landet, 500 km väster om huvudstaden Madrid. Antalet invånare är 3 800 (2024). Arean är 70,90 kvadratkilometer.